# Eddie Marsan
Edward Maurice Charles 'Eddie' Marsan (Stepney, 9 juni 1968) is een Brits acteur. 

## Biografie
Marsan werd geboren in de wijk Stepney van Londen en groeide op in de wijk Bethnal Green. Hij doorliep de middelbare school aan de Raine's Foundation School in Tower Hamlets. Op zestienjarige leeftijd verliet hij de school om te gaan werken in een drukkerij, al snel besloot hij om zijn carrière te starten in het acteren. Hij nam les aan de Mountview Academy of Theatre Arts in Wood Green waar hij in 1991 zijn diploma haalde in acteren. 
Marsan begon in 1987 met acteren in de film Empire State, waarna hij nog meer dan 130 rollen speelde in films en televisieseries. 

## Huwelijk
Marsan is in 2002 getrouwd met een visagiste en zij hebben vier kinderen. 

## British Independent Film Award
- 2013 in de categorie Beste Acteur in Bijrol met de film Filth – genomineerd.
- 2011 in de categorie Beste Acteur in Bijrol met de film Tyrannosaur – genomineerd.
- 2008 in de categorie Beste Acteur in Bijrol met de film Happy-Go-Lucky – gewonnen.
- 2004 in de categorie Beste Acteur in Bijrol met de film Vera Drake – genomineerd.

## Filmografie

### Films
Selectie:
- 2024: Back to Black - als Mitch Winehouse
- 2023: Firebrand - als Edward Seymour
- 2021: Wrath of Man - als Terry
- 2019: The Gentlemen - als Big Dave
- 2019: The Professor and the Madman - als mr. Muncie
- 2018: Vice - als Paul Wolfowitz
- 2018: Mowgli - als Vihaan (stem)
- 2018: White Boy Rick - als
- 2018: Deadpool 2 - als hoofdmeester
- 2018: 7 Days in Entebbe als Shimon Peres
- 2017: Atomic Blonde als Spyglass
- 2013: The World's End - als Peter Page
- 2013: Jack the Giant Slayer - als Crawe
- 2012: Snow White and the Huntsman - als Duir
- 2011: Sherlock Holmes: A Game of Shadows - als inspecteur Lestrade
- 2011: War Horse - als sergeant Fry
- 2011: Tyrannosaur - als James, de man van Hannah
- 2010: London Boulevard - als DI Bailey
- 2009: Sherlock Holmes - als inspecteur Lestrade
- 2009: The Disappearance of Alice Creed - als Vic
- 2008: The 39 Steps (televisiefilm) - als Scudder
- 2008: Faintheart  - als Richard
- 2008: Hancock - als Red
- 2008: God on Trial - als Lieble
- 2008: Happy-Go-Lucky - als Scott
- 2006: Sixty Six - als Immanuel "Manny" Reubens
- 2006: Miami Vice - als Nicholas
- 2006: The Illusionist - als
- 2006: Mission: Impossible III - als Brownway
- 2005: The Secret Life of Words - als Victor
- 2005: The New World - als Eddie
- 2005: V for Vendetta - als Etheridge
- 2005: Beowulf & Grendel - als Father Brendan
- 2005: The Last Hangman - als James 'Tish' Corbitt
- 2004: Vera Drake - als Reg
- 2004: The Rocket Post - als Heinz Dombrowsky
- 2003: 21 Grams - als Reverend John
- 2002: Gangs of New York - als Killoran
- 1997: The Man Who Knew Too Little - als dief

### Televisieseries
Selectie:
- 2024 Heartstopper - als Geoff Young - 3 afl.
- 2024 Franklin - als John Adams - 5 afl.
- 2023 The Power - als Bernie Monke - 7 afl.x
- 2022 The Thief, His Wife and the Canoe - als John Darwin - 4 afl.
- 2021 Deceit - als professor Paul Britton - 4 afl.
- 2021 Ridley Road - als Soly Malinovsky - 4 afl.
- 2021 The Pact - als Arwel Evans - 4 afl.
- 2013-2020 Ray Donovan - als Terry Donovan - 82 afl.
- 2015 River - als Thomas Cream - 6 afl.
- 2015 Jonathan Strange & Mr Norrell - als mr. Norrell - 7 afl.
- 2013 Southcliffe - als Andrew Salter - 4 afl.
- 2009-2010 Law & Order: UK - als Jason Peters - 2 afl.
- 2010 The Sarah Jane Adventures - als mr. White - 2 afl.
- 2009 Criminal Justice - als Saul - 5 afl.
- 2008 Little Dorrit - als Pancks - 11 afl.
- 2004 Silent Witness - als Derek Poutney - 2 afl.
- 2003 Grass - als Sunshine - 3 afl.
- 1997 Get Well Soon - als Brian Clapton - 5 afl.

- Bibsys: 11028153
- Biblioteca Nacional de España: XX4795730
- Bibliothèque nationale de France: cb16037707n (data)
- CiNii: DA18410920
- Gemeinsame Normdatei: 1011431327
- International Standard Name Identifier: 0000 0001 1953 270X
- Library of Congress Control Number: no2005082768
- MusicBrainz: d2b32ca4-8c9b-4dd5-9e4f-962635050953
- Nationale Bibliotheek van Tsjechië: xx0100667
- Nationale Bibliotheek van Israël: 987007315981605171
- Nederlandse Thesaurus van Auteursnamen: 30301783X
- Système universitaire de documentation: 128288337
- Virtual International Authority File: 96942183
- WorldCat: E39PBJqfCVmRqMJwf4f8KGQQbd